# Jose Dalman
Jose Dalman is een gemeente in de Filipijnse provincie Zamboanga del Norte op het eiland Mindanao. Bij de laatste census in 2007 had de gemeente ruim 26 duizend inwoners.

## Geografie

### Bestuurlijke indeling
Jose Dalman is onderverdeeld in de volgende 18 barangays:
| - Balatakan - Bitoon - Dinasan - Ilihan - Labakid - Lipay - Litalip - Lopero - Lumanping | - Madalag - Manawan - Marupay - Poblacion - Sigamok - Siparok - Tabon - Tamarok - Tamil |

## Demografie
Jose Dalman had bij de census van 2007 een inwoneraantal van 26.017 mensen. Dit zijn 2.695 mensen (11,6%) meer dan bij de vorige census van 2000. De gemiddelde jaarlijkse groei komt daarmee uit op 1,52%, hetgeen lager is dan het landelijk jaarlijks gemiddelde over deze periode (2,04%). Vergeleken met de census van 1995 is het aantal mensen met 4.272 (19,6%) toegenomen.

De bevolkingsdichtheid van Jose Dalman was ten tijde van de laatste census, met 26.017 inwoners op 135 km², 192,7 mensen per km².